# Juli Guñau Igualde
Juli Guñau Igualde (segle XX) va ser un polític valencianista, membre destacat i fundador de Nova Germania-Esquerra Nacionalista Valenciana, de la que fou secretari general entre juliol i desembre de 1936.